# Pisonia floridana
Pisonia floridana är en underblomsväxtart som beskrevs av Nathaniel Lord Britton. Pisonia floridana ingår i släktet Pisonia och familjen underblomsväxter. Inga underarter finns listade i Catalogue of Life.